# Die Nacht vor der Verhandlung

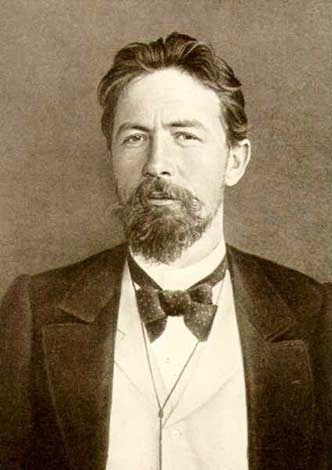
Anton Tschechow

Die Nacht vor der Verhandlung (russisch Ночь перед судом, Notsch pered sudom) ist eine Kurzgeschichte des russischen Schriftstellers Anton Tschechow, die am 1. Februar 1886 in der Wochenzeitschrift Oskolki erschien. Zu Lebzeiten des Autors wurde der Text ins Bulgarische, Ungarische, Polnische, Serbokroatische und Tschechische übersetzt.

## Inhalt
Vor dem Gericht des Landkreises S. soll der Erzähler wegen Bigamie angeklagt werden. Die Reise dorthin wird von einem Schneesturm behindert. Des Nachts muss die Fahrt auf der nächstgelegenen Poststation unterbrochen werden. In dem Zimmer, das dem Erzähler vom Posthalter zugewiesen wird, schläft bereits jemand hinter einem Wandschirm. Das Sofa ist noch frei. Zunächst vollführt der bereits halb entkleidete Erzähler vor dem Ofen gymnastische Übungen zur Aufwärmung. Peinlich – dabei wird er von Frau Sinotschka Sjelowa beobachtet. Diese wird von Wanzen geplagt. Der Erzähler lügt, er sei Dr. med. Saizew und verabreicht ihr ein Insektenpulver. Sinotschkas Ehemann Fedja, ebenfalls hinter dem Wandschirm ruhend, kann nicht mehr schlafen und kommt mit dem „Mediziner“ ins Gespräch. Fedja bittet den „Doktor“, jene „Beklemmung auf der Brust“ Sinotschkas zu kurieren, gegen die der Hausarzt bisher machtlos gewesen war. Der Erzähler, ein Scharlatan unter den Medizinern, tut es. Inzwischen kümmert sich Fedja beim Posthalter um den Samowar. Am Morgen vor der Weiterreise drängt der Ehemann dem Erzähler zehn Rubel für die „Behandlung“ auf.
Als die Gerichtsverhandlung mit dem Erzähler auf der Anklagebank eröffnet wird, stellt sich heraus, der Staatsanwalt ist Fedja. Dazu der Erzähler: „Allen Anzeichen nach war der Staatsanwalt entschlossen, mich einzulochen.“
Da der Erzähler die Geschichte unmittelbar vor dem Plädoyer Fedjas während einer Pause im Gericht aufgeschrieben hat, erfährt der Leser das Urteil nicht.

## Verfilmung
- 1971, Sowjetunion, TV-Gesellschaft Bildschirm[3]: Diese verschiedenen, verschiedenen, verschiedenen Gesichter …[4] – Episodenfilm von Igor Iljinski (russisch).

## Verwendete Ausgabe
- Gerhard Dick (Hrsg.), Wolf Düwel (Hrsg.): Anton Tschechow: Gesammelte Werke in Einzelbänden: Die Nacht vor der Verhandlung. Erzählung eines Angeklagten. S. 473–480 in: Gerhard Dick (Hrsg.): Anton Tschechow: Vom Regen in die Traufe. Kurzgeschichten. Aus dem Russischen übersetzt von Ada Knipper und Gerhard Dick. Mit einem Vorwort von Wolf Düwel. 630 Seiten. Rütten & Loening, Berlin 1964 (1. Aufl.)[5]